# 구보야마 요시키요
구보야마 요시키요(일본어: 久保山 由清, 1976년 7월 21일 ~ )는 일본의 전 축구 선수이다.

## 구단 경력
과거 요코하마 플뤼겔스, 시미즈 에스펄스에서 활동하였다.